# دهستان دیمکاران
دیمکاران، دهستانی است از توابع بخش صالح‌آباد شهرستان بهار در استان همدان ایران.

## جمعیت
براساس سرشماری سال ۱۳۸۵ جمعیت آن ۹٬۴۰۹ نفر (۲٬۰۷۱ خانوار) بوده است. ترکی